# Luigi Maifredi
Luigi Maifredi, detto Gigi (Lograto, 20 aprile 1947), è un ex calciatore e allenatore di calcio italiano.

## Carriera

### Giocatore
Dopo essersi formato nelle giovanili del Brescia, ha militato nel Rovereto e nel Portogruaro.

### Allenatore

#### Gli inizi
Il suo esordio da allenatore avviene nel 1976 con i dilettanti del Real Brescia. Nel 1977-1978, a 30 anni, si trasferisce al Crotone, in Serie C, come allenatore in seconda, al seguito dell'allenatore Luciano Pirazzini; poi dopo quattro anni alla guida della OMAS Pontevico, nella stagione 1984-1985 conduce l'Orceana, squadra dilettantistica di Orzinuovi, dall'Interregionale alla C2. Nel 1986-87 approda all'Ospitaletto, che guida in C1. Il suo calcio, veloce e dinamico, venne definito calcio champagne (perché ritenuto "spumeggiante" e anche perché, prima di diventare allenatore professionista, Maifredi lavorava come rappresentante della Veuve Clicquot Ponsardin, azienda produttrice di champagne).

#### Bologna e Juventus
L'anno successivo approda al Bologna (il cui presidente all'epoca è Luigi Corioni: lo stesso che aveva all'Ospitaletto) e ottiene la promozione in Serie A con un gioco votato all'attacco. In due stagioni nella massima serie, ottiene col Bologna una salvezza e la una qualificazione alla Coppa UEFA.
Maifredi voluto da Gianni Agnelli e Giampiero Boniperti approda alla Juventus del nuovo vicepresidente esecutivo Luca Cordero di Montezemolo per la stagione 1990-1991, al posto di Dino Zoff. L'inizio è subito negativo: al primo appuntamento ufficiale, la Supercoppa italiana, la squadra bianconera subisce una pesante sconfitta per 5-1 al San Paolo di Napoli. In campionato, dopo un buon girone d'andata, chiuso a due punti di distacco dal primo posto, e le vittorie per 4-2 con l'Inter e 5-0 contro la Roma e il Parma, la Juventus cala sensibilmente nel girone di ritorno, concludendo il torneo al 7º posto, senza qualificarsi per le coppe europee, dopo ventotto anni di presenza continua.

#### Le ultime esperienze
Il fallimento juventino apre la strada al declino dell'allenatore bresciano: nel 1991-92 Maifredi torna al Bologna, nel frattempo retrocesso in Serie B e con ambizioni di immediato ritorno nella massima serie, ma viene esonerato all'undicesima giornata dopo una sconfitta in casa per 0-2 contro la Reggiana e un bilancio di quattro vittorie, tre pareggi e quattro sconfitte. Nemmeno il sostituto Nedo Sonetti riesce comunque a migliorare la situazione e i felsinei chiudono all'undicesimo posto.
Nel 1992-93 ha una nuova occasione in Serie A con il Genoa, che lo chiama alla nona giornata in sostituzione del dimissionario Bruno Giorgi: rimane in carica per dodici partite, con un bilancio di tre vittorie, due pareggi e sette sconfitte, l'ultima delle quali, in casa per 2-3 contro la Lazio dopo aver sprecato un iniziale vantaggio per 2-0, porta la squadra in piena zona retrocessione e determina l'esonero di Maifredi; il sostituto Claudio Maselli riuscirà a portare il Grifone alla salvezza.
Dopo un anno fermo, nella stagione 1994-95 è uno dei pochi allenatori a usufruire della possibilità, concessa solo quell'anno, di guidare due squadre italiane nella stessa stagione. Dapprima Maurizio Zamparini lo chiama al Venezia in Serie B alla terza giornata, in sostituzione di Gian Piero Ventura; malgrado un promettente inizio con due vittorie consecutive, i risultati peggiorano rapidamente e alla dodicesima giornata la sconfitta per 1-3 in casa contro l'Udinese e un bilancio di tre vittorie, tre pareggi e cinque sconfitte ne determinano il licenziamento e la sostituzione con Gabriele Geretto, che si alternerà con Ventura sulla panchina lagunare fino a fine stagione. Successivamente il suo antico mentore Luigi Corioni lo chiama alla ventunesima giornata al capezzale del Brescia, ultimo in Serie A: resta in carica solo sei partite – che saranno le ultime della sua carriera nella massima serie italiana – con altrettante sconfitte, prima di essere sostituito da Adelio Moro, già a libro paga della società come ex assistente di Mircea Lucescu, con cui le Rondinelle avevano iniziato la stagione.
Nel 1995-96 il Pescara in Serie B lo chiama alla ventiseiesima giornata in sostituzione di Francesco Oddo: gli abruzzesi, primi in classifica dopo il girone d'andata, avevano perso contatto con la vetta dopo una crisi di risultati e intendevano provare a riagganciare la zona promozione. L'arrivo di Maifredi non porta però i risultati sperati: con soli otto punti in dieci partite (frutto di due vittorie, due pareggi e sei sconfitte), il Pescara finisce a metà classifica e richiama Oddo in panchina per le ultime due giornate.
In seguito prova per due volte l'avventura all'estero: all'Espérance (in Tunisia) nel 1997 e all'Albacete nella serie B spagnola, club in cui si era costituita una vera e propria colonia italiana con i calciatori Giuseppe Baronchelli, Salvatore Giunta e Antonio Rizzolo, nel 1998-99. Entrambe le esperienze si chiudono dopo poche settimane con scarse soddisfazioni.
Nella stagione 2000-2001 viene chiamato in Serie C1 dalla Reggiana: dopo una promettente vittoria per 3-4 sul campo del Lecco all'esordio, la squadra non riesce più vincere e all'ottava giornata, il 23 ottobre 2000, dopo la sconfitta per 4-1 subita in casa dall'Arezzo di Antonio Cabrini, che Maifredi aveva allenato al Bologna, viene esonerato con un bilancio di una vittoria, tre pareggi e quattro sconfitte.
Nel dicembre 2009 diventa direttore tecnico del Brescia. Il 25 settembre 2013 torna a sedere pro tempore sulla panchina del Brescia, in Serie B, dopo le improvvise dimissioni di Marco Giampaolo, a tredici anni di distanza dall'ultima esperienza diretta su una panchina. La squadra perde 2-0 sul campo del Latina e il 30 settembre viene ufficializzato l'arrivo del nuovo tecnico Cristiano Bergodi. Continuerà a collaborare con il Brescia anche negli anni successivi, in veste dirigenziale. 

### Dopo il ritiro
Dal 2003 al 2009, durante la trasmissione sportiva Quelli che il calcio, condotta da Simona Ventura, Maifredi guidava scherzosamente una piccola squadra di ex calciatori, il "Maifredi Team", che mostrava al pubblico a casa i gol della giornata, come una sorta di "moviola umana". Dopo questa esperienza, ha lavorato come opinionista televisivo su Mediaset Premium.
Nel 2008 ha partecipato in un cameo alla pellicola Amore, bugie & calcetto di Luca Lucini, interpretando sé stesso nel ruolo di allenatore di una squadra di calcetto formata da altri ex calciatori.

## Statistiche

### Statistiche da allenatore
Statistiche aggiornate al 25 luglio 2025.
| Stagione              | Squadra               | Campionato            | Campionato | Campionato | Campionato | Campionato | Coppe nazionali | Coppe nazionali | Coppe nazionali | Coppe nazionali | Coppe nazionali | Coppe continentali | Coppe continentali | Coppe continentali | Coppe continentali | Coppe continentali | Altre coppe | Altre coppe | Altre coppe | Altre coppe | Altre coppe | Totale | Totale | Totale | Totale | % Vittorie | Piazzamento |
| Stagione              | Squadra               | Comp                  | G          | V          | N          | P          | Comp            | G               | V               | N               | P               | Comp               | G                  | V                  | N                  | P                  | Comp        | G           | V           | N           | P           | G      | V      | N      | P      | %          | Piazzamento |
| --------------------- | --------------------- | --------------------- | ---------- | ---------- | ---------- | ---------- | --------------- | --------------- | --------------- | --------------- | --------------- | ------------------ | ------------------ | ------------------ | ------------------ | ------------------ | ----------- | ----------- | ----------- | ----------- | ----------- | ------ | ------ | ------ | ------ | ---------- | ----------- |
| 1978-1979             | Lumezzane             | Prom.                 | 30         | 14         | 8          | 8          | CI-Dil          | ?               | ?               | ?               | ?               | -                  | -                  | -                  | -                  | -                  | -           | -           | -           | -           | -           | 30     | 14     | 8      | 8      | 46,67      | 3°          |
| 1979-1980             | Lumezzane             | Prom.                 | 30         | 12         | 7          | 11         | CI-Dil          | ?               | ?               | ?               | ?               | -                  | -                  | -                  | -                  | -                  | -           | -           | -           | -           | -           | 30     | 12     | 7      | 11     | 40,00      | 7°          |
| Totale Lumezzane      | Totale Lumezzane      | Totale Lumezzane      | 60         | 26         | 15         | 19         |                 | -               | -               | -               | -               |                    | -                  | -                  | -                  | -                  |             | -           | -           | -           | -           | 60     | 26     | 15     | 19     | 43,33      |             |
| 1981-1982             | OMAS Pontevico        | Prom.                 | 30         | 13         | 12         | 5          | CI-Dil          | ?               | ?               | ?               | ?               | -                  | -                  | -                  | -                  | -                  | -           | -           | -           | -           | -           | 30     | 13     | 12     | 5      | 43,33      | 3°          |
| 1982-1983             | OMAS Pontevico        | Prom.                 | 31+3       | 19+0       | 9+2        | 3+1        | CI-Dil          | ?               | ?               | ?               | ?               | -                  | -                  | -                  | -                  | -                  | -           | -           | -           | -           | -           | 34     | 19     | 11     | 4      | 55,88      | 1°          |
| 1983-1984             | OMAS Pontevico        | Prom.                 | 30         | 13         | 12         | 5          | CI-Dil          | ?               | ?               | ?               | ?               | -                  | -                  | -                  | -                  | -                  | -           | -           | -           | -           | -           | 30     | 13     | 12     | 5      | 43,33      | 3°          |
| Totale OMAS Pontevico | Totale OMAS Pontevico | Totale OMAS Pontevico | 94         | 45         | 35         | 14         |                 | -               | -               | -               | -               |                    | -                  | -                  | -                  | -                  |             | -           | -           | -           | -           | 94     | 45     | 35     | 14     | 47,87      |             |
| 1984-1985             | Orceana               | Int.                  | 30         | 14         | 13         | 3          | CI-Dil          | ?               | ?               | ?               | ?               | -                  | -                  | -                  | -                  | -                  | -           | -           | -           | -           | -           | 30     | 14     | 13     | 3      | 46,67      | 1° (prom.)  |
| 1985-1986             | Orceana               | C2                    | 34         | 9          | 17         | 8          | CI-C            | 6               | 2               | 2               | 2               | -                  | -                  | -                  | -                  | -                  | -           | -           | -           | -           | -           | 40     | 11     | 19     | 10     | 27,50      | 8°          |
| Totale Orceana        | Totale Orceana        | Totale Orceana        | 64         | 23         | 30         | 11         |                 | 6               | 2               | 2               | 2               |                    | -                  | -                  | -                  | -                  |             | -           | -           | -           | -           | 70     | 25     | 32     | 13     | 35,71      |             |
| 1986-1987             | Ospitaletto           | C2                    | 34         | 18         | 11         | 5          | CI-C            | ?               | ?               | ?               | ?               | -                  | -                  | -                  | -                  | -                  | -           | -           | -           | -           | -           | 34     | 18     | 11     | 5      | 52,94      | 1° (prom.)  |
| 1987-1988             | Bologna               | B                     | 38         | 17         | 17         | 4          | CI              | 7               | 3               | 2               | 2               | -                  | -                  | -                  | -                  | -                  | -           | -           | -           | -           | -           | 45     | 20     | 19     | 6      | 44,44      | 1° (prom.)  |
| 1988-1989             | Bologna               | A                     | 34         | 8          | 13         | 13         | CI              | 5               | 3               | 0               | 2               | -                  | -                  | -                  | -                  | -                  | CM          | 4           | 1           | 1           | 2           | 43     | 12     | 14     | 17     | 27,91      | 13°         |
| 1989-1990             | Bologna               | A                     | 34         | 9          | 16         | 9          | CI              | 4               | 3               | 0               | 1               | -                  | -                  | -                  | -                  | -                  | -           | -           | -           | -           | -           | 43     | 12     | 14     | 17     | 27,91      | 13°         |
| 1990-1991             | Juventus              | A                     | 34         | 13         | 11         | 10         | CI              | 6               | 3               | 1               | 2               | CdC                | 8                  | 7                  | 0                  | 1                  | SI          | 1           | 0           | 0           | 1           | 49     | 23     | 12     | 14     | 46,94      | 7°          |
| ago.-nov. 1991        | Bologna               | B                     | 11         | 4          | 3          | 4          | CI              | 2               | 0               | 0               | 2               | -                  | -                  | -                  | -                  | -                  | -           | -           | -           | -           | -           | 13     | 4      | 3      | 6      | 30,77      | Eson.       |
| Totale Bologna        | Totale Bologna        | Totale Bologna        | 117        | 38         | 49         | 30         |                 | 18              | 9               | 2               | 7               |                    | -                  | -                  | -                  | -                  |             | 4           | 1           | 1           | 2           | 139    | 48     | 52     | 39     | 34,53      |             |
| nov. 1992-feb. 1993   | Genoa                 | A                     | 12         | 3          | 2          | 7          | CI              | -               | -               | -               | -               | -                  | -                  | -                  | -                  | -                  | -           | -           | -           | -           | -           | 12     | 3      | 2      | 7      | 25,00      | Sub. eson.  |
| set.-nov. 1994        | Venezia               | B                     | 10         | 3          | 2          | 5          | CI              | -               | -               | -               | -               | -                  | -                  | -                  | -                  | -                  | -           | -           | -           | -           | -           | 10     | 3      | 2      | 5      | 30,00      | Sub. eson.  |
| feb.-apr. 1995        | Brescia               | A                     | 6          | 0          | 0          | 6          | CI              | -               | -               | -               | -               | -                  | -                  | -                  | -                  | -                  | -           | -           | -           | -           | -           | 6      | 0      | 0      | 6      | &0,00      | Sub. eson.  |
| mar.-mag. 1996        | Pescara               | B                     | 10         | 2          | 2          | 6          | CI              | -               | -               | -               | -               | -                  | -                  | -                  | -                  | -                  | -           | -           | -           | -           | -           | 10     | 2      | 2      | 6      | 20,00      | Sub. eson.  |
| lug.-dic. 1996        | Espérance             | CLP-1                 | 12         | 6          | 5          | 1          | -               | -               | -               | -               | -               | -                  | -                  | -                  | -                  | -                  | -           | -           | -           | -           | -           | 12     | 6      | 5      | 1      | 50,00      | Eson.       |
| 1998-apr. 1999        | Albacete              | SD                    | 33         | 9          | 12         | 12         | CR              | 4               | 2               | 1               | 1               | -                  | -                  | -                  | -                  | -                  | -           | -           | -           | -           | -           | 37     | 11     | 13     | 13     | 29,73      | Eson.       |
| ago.-ott. 2000        | Reggiana              | C1                    | 8          | 1          | 3          | 4          | CI-C            | 4               | 0               | 3               | 1               | -                  | -                  | -                  | -                  | -                  | -           | -           | -           | -           | -           | 12     | 1      | 6      | 5      | &8,33      | Eson.       |
| set. 2013             | Brescia               | B                     | 1          | 0          | 0          | 1          | CI              | -               | -               | -               | -               | -                  | -                  | -                  | -                  | -                  | -           | -           | -           | -           | -           | 6      | 0      | 0      | 6      | &0,00      | Interim     |
| Totale Brescia        | Totale Brescia        | Totale Brescia        | 7          | 0          | 0          | 7          |                 | -               | -               | -               | -               |                    | -                  | -                  | -                  | -                  |             | -           | -           | -           | -           | 7      | 0      | 0      | 7      | 0,00       |             |
| Totale carriera       | Totale carriera       | Totale carriera       | 495        | 187        | 177        | 131        |                 | 38              | 16              | 9               | 13              |                    | 8                  | 7                  | 0                  | 1                  |             | 5           | 1           | 1           | 3           | 546    | 211    | 187    | 148    | 38,64      |             |

## Palmarès

### Allenatore
- Campionato italiano di Serie B: 1

Bologna: 1987-1988
- Campionato italiano Serie C2: 1

Ospitaletto: 1986-1987 (girone B)
- Campionato Interregionale: 1

Orceana: 1984-1985 (girone C)